# SMS Kaiser (1858)
La SMS Kaiser fu un pirovascello a due ponti della k.u.k. Kriegsmarine, unica unità di questo tipo costruita dall'Impero austro-ungarico. Pesantemente danneggiata durante la battaglia di Lissa, fu ricostruita come nave corazzata. Nel 1902 fu rinominata  SMS Bellona.

## Progettazione e costruzione
La Kaiser era un vascello a due ponti da 92 cannoni. Dotata di tre alberi, alla propulsione a vela era affiancato un motore a vapore da 2.000 CV. La Kaiser poteva così raggiungere i 12,5 nodi (23,2 km/h). Impostata nel 1855 nei cantieri di Pola, fu varata nel 1858 ed entrò in servizio l'anno successivo come nave ammiraglia. Diventò presto obsoleta a causa del varo, nello stesso anno, della prima nave corazzata da parte della Francia, che diede il via ad una nuova era per le navi da guerra.

## Servizio

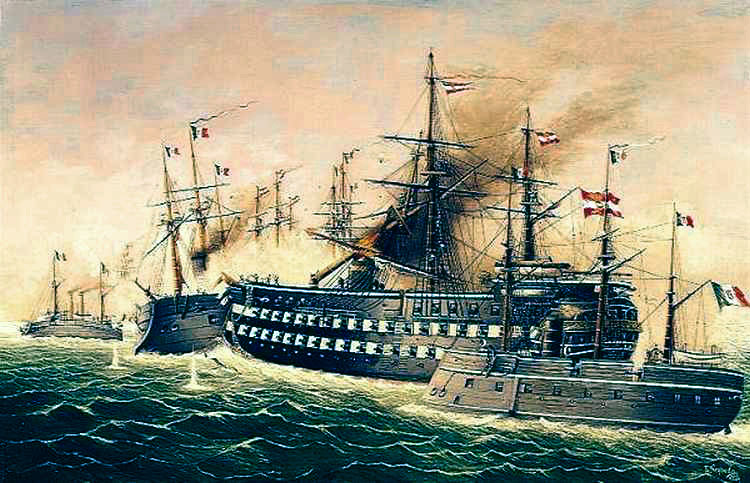
La Kaiser sperona la Re di Portogallo a Lissa

Nel 1864 fu assegnata alla squadra austriaca che prese parte alla seconda guerra dello Schleswig, servendo in ruolo difensivo fuori dalle coste tedesche nel Mare del Nord. Nel 1866 prese parte alla battaglia di Lissa, come nave ammiraglia della 2º squadra, ai comandi del commodoro Anton von Petz. La Kaiser, priva di corazzatura, sopravvisse miracolosamente alla battaglia, che vide coinvolto un alto numero di navi corazzate da ambo le parti. 
Il vascello austriaco subì i primi danni quando fu colpita da una bordata dell'Affondatore. La Kaiser reagì dirigendo la propria prua contro quella della Re di Portogallo, speronandola. Nell'azione ad avere la peggio fu la Kaiser, l'urto infatti provocò un incendio a bordo e distrusse il bompresso e parte della prua. La polena, una statua lignea che riproduceva il Kaiser Francesco Giuseppe, rimase incastrata nello scafo della Re di Portogallo e divenne un trofeo di guerra per gli italiani. La Kaiser fu successivamente colpita da una cannonata della Re di Portogallo, che centrò l'albero di trinchetto, facendolo schiantare contro il fumaiolo della nave austriaca.
La Kaiser si salvò grazie al fumo che l'avvolse, impedendo alla Re di Portogallo di continuare l'attacco.
Tra il 1869 e il 1873, la Kaiser fu ricostruita a Pola, dove fu convertita in nave corazzata. Lo scafo fu smontato fino al livello della linea di galleggiamento ed interamente ricostruito in placche di ferro. L'armamento era composto da 10 cannoni da 23 libbre in casematte. Fu mantenuto l'apparato propulsivo originario. Rimase in servizio fino al 1902, quando fu radiata e disarmata. Rinominata SMS Bellona, rimase all'ancora nel porto di Pola, incapace di navigare, fino al 1918. Il destino finale della nave è sconosciuto.